# Bernardin Akvilanski
Fra Bernardin Akvilanski, krsnim imenom Bernardino Amici da Fossa, tzv. Aquilano (1420. – 1503.), talijanski rimokatolički svećenik koji je djelovao na području BiH. Spada u skupinu mučenika i svjedoka vjere iz srednjovjekovne povijesti Katoličke crkve u Bosni, koje hrvatski katolički narod časti kao svete, blažene, ispovjedatelje ili mučene.
Bio je vikar Bosanske vikarije u vrlo teškom razdoblju, nakon pada Bosne pod Turke 1463. godine, i kada pod političkim utjecajima dolazi do odvajanja Dalmatinske vikarije od Bosanske vikarije te do ponovnog ujedinjenja na sastanku u samostanu na Pašmanu. Sam fra Bernardin radio je s velikom ljubavlju i samopožrtvovanjem za dobro Crkve, Franjevačkog reda i naroda. U svojoj "Kronici o opservanciij", iznosi mišljenje da je Bosanska vikarija odigrala veliku ulogu u strožijem opsluživanju Pravila, misionarenju, pokorničkom i molitvenom životu u franjevačkom redu. Štuje se kao blaženi 28. studenoga.